# 錫里阿斯群島
錫里乌斯群島（英語：Sirius Islands）是南極洲的群島，位於肯普地，屬於厄于加倫島群的一部分，根據挪威探險隊拍攝的空中照片繪入地圖，当时命名为“诺德岛”（Nordøyane），挪威语中意为“北岛”。1954年由澳大利亚国家南极研究考察队（ANARE）首次登岛，并将其重新命名为“锡里乌斯”（Sirius），即天狼星之意。因为在该次航行的天文导航中，该岛附近定点为天狼星。現時由南極條約體系管理。